# Giordano Mendoza
Giordano Mendoza (Lima, 18 de octubre de 1993) es un futbolista peruano. Juega de centrocampista y su equipo actual es Cultural Volante de la Copa Perú. Tiene 31 años.

## Trayectoria
Mendoza fue formado en las divisiones menores del Club Universitario de Deportes. En 2012 formó parte del equipo de Universitario sub-20 que participó en la Copa Libertadores Sub-20 realizada en el Perú. Jugó al lado de Edison Flores, Andy Polo y Christopher Gonzales. 

### José Gálvez
En el año 2013 fue cedido en préstamo al José Gálvez de Chimbote junto a Paulo Goyoneche, equipo con el que hizo su debut oficial en primera división el 15 de septiembre de 2013 ante Cienciano del Cuzco.Con el club chimbotano solo jugó 3 partidos bajo el mando del argentino Julio Alberto Zamora y al año siguiente regresó a Universitario de Deportes donde obtuvo el Torneo de Reservas. Además alternó en varios partidos bajo el mando de José Guillermo Del Solar, jugó un total de 11 partidos, cumpliendo buenas actuaciones.

### Cienciano
En 2015 fue cedido en préstamo por un año a Cienciano, jugando 36 partidos en el campeonato local. Sin embargo su club descendió.

### Universitario de Deportes
En diciembre del 2015 se confirmó su regreso al equipo crema para disputar el Campeonato Descentralizado 2016 y Copa Sudamericana 2016. Debido a un bajo rendimiento y poca continuidad, el club merengue decide no renovarle contrato.
En el 2018 ficha por Real Garcilaso para jugar la Copa Libertadores a pedido de Óscar Ibañez.
En el 2019 ficha por el recién ascendido Alianza Universidad. En la fecha 6 en un partido contra Universitario de Deportes en el Estadio Monumental, encuentro que terminó 1-1. En un jugada fortuita el camello le fracturó la nariz a Armando Alfageme, dejándolo dos semanas fuera de las canchas.
En el 2023 luego de una pésima campaña quedó último lugar de la tabla con Carlos Stein, sin embargo, no descendió de categoría debido a que el equipo relegado fue Alfonso Ugarte por más de 2 walk over acumuladas. Jugó un total de 5 partidos.

## Clubes
| Club                      | País | Año         |
| ------------------------- | ---- | ----------- |
| Universitario de Deportes | Perú | 2012        |
| José Gálvez               | Perú | 2013        |
| Universitario de Deportes | Perú | 2014        |
| Cienciano                 | Perú | 2015        |
| Universitario de Deportes | Perú | 2016 - 2017 |
| Real Garcilaso            | Perú | 2018        |
| Alianza Universidad       | Perú | 2019 - 2020 |
| Carlos Stein              | Perú | 2023        |
| Cultural Volante          | Perú | 2024 -      |

## Palmarés

### Torneos cortos
| Título          | Club                      | País | Año  |
| --------------- | ------------------------- | ---- | ---- |
| Torneo Apertura | Universitario de Deportes | Perú | 2016 |

### Campeonatos nacionales
| Título             | Club                      | País | Año    |
| ------------------ | ------------------------- | ---- | ------ |
| Torneo de Reservas | Universitario de Deportes | Perú | 2014-I |